# Дежановац
Дежановац је насељено место и седиште општине у западној Славонији, Бјеловарско-билогорска жупанија, Република Хрватска.

## Историја
До територијалне реорганизације у Хрватској налазио се у саставу бивше велике општине Дарувар.

## Становништво
На попису становништва 2011. године, општина Дежановац је имала 2.715 становника, од чега у самом Дежановцу 888.

## Попис 1991.
На попису становништва 1991. године, насељено место Дежановац је имало 1.003 становника, следећег националног састава:
| Попис 1991.‍   | Попис 1991.‍  | Попис 1991.‍ | Попис 1991.‍ | Попис 1991.‍ |
| ------------- | ------------ | ----------- | ----------- | ----------- |
|               |              |             |             |             |
| Хрвати        | Хрвати       |             | 489         | 48,75%      |
| Чеси          | Чеси         |             | 298         | 29,71%      |
| Мађари        | Мађари       |             | 62          | 6,18%       |
| Југословени   | Југословени  |             | 59          | 5,88%       |
| Срби          | Срби         |             | 52          | 5,18%       |
| Немци         | Немци        |             | 3           | 0,29%       |
| Роми          | Роми         |             | 2           | 0,19%       |
| Италијани     | Италијани    |             | 1           | 0,09%       |
| Словенци      | Словенци     |             | 1           | 0,09%       |
| остали        | остали       |             | 1           | 0,09%       |
| неопредељени  | неопредељени |             | 25          | 2,49%       |
| непознато     | непознато    |             | 10          | 0,99%       |
| укупно: 1.003 |              |             |             |             |